# پیلاتس

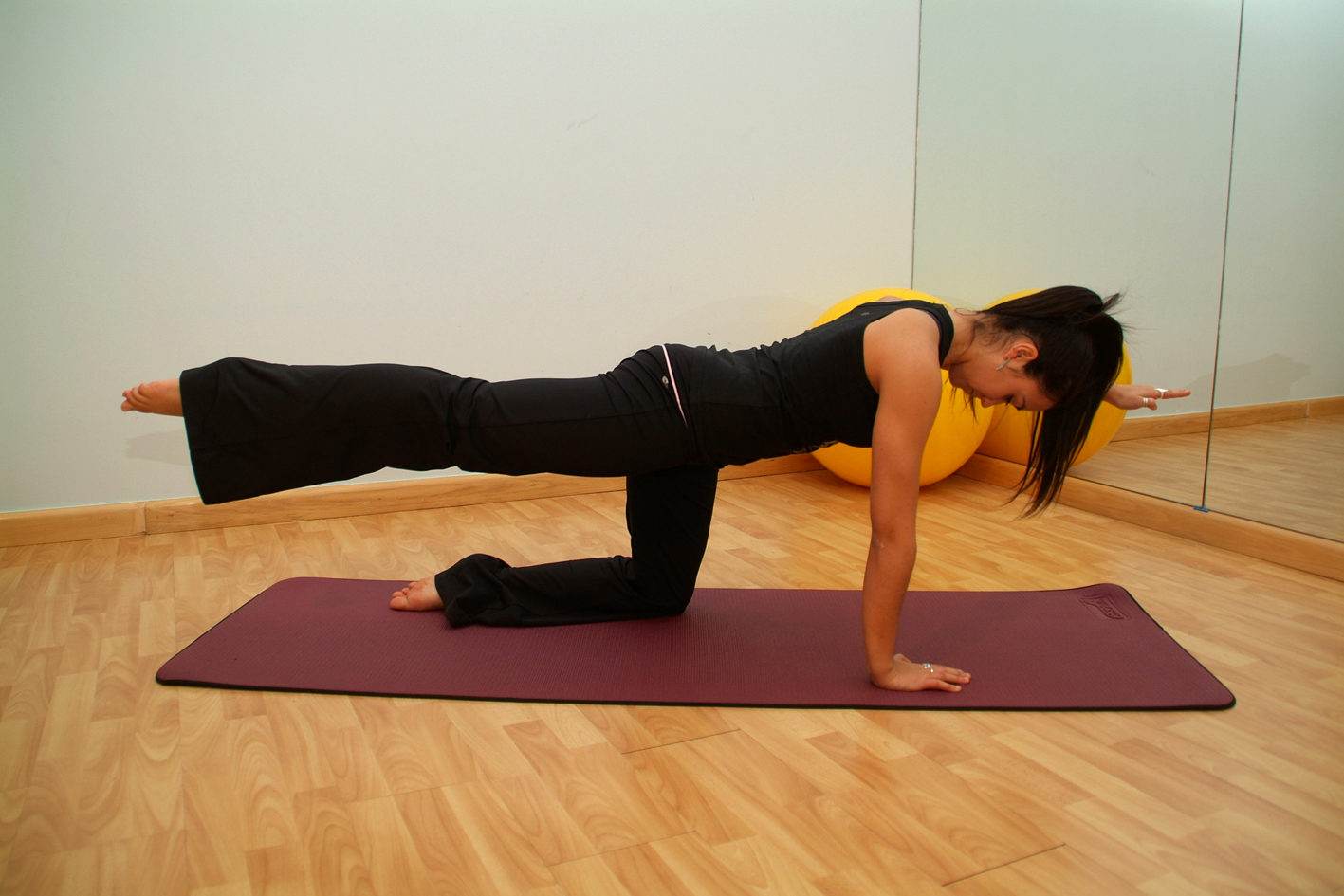

پیلاتِس (انگلیسی: Pilates)، نوعی سیستم آمادگی جسمانی است که در اوایل قرن بیستم توسط یوزف پیلاتس ابداع شد و در آلمان، بریتانیا و ایالات متحده آمریکا مورد توجه قرار گرفت. در سال ۲۰۰۵ میلادی، ۱۱٬۰۰۰٬۰۰۰ نفر در سرتاسر ایالات متحده به‌طور منظم به انجام این تمرینات می‌پرداختند.

## تعاریف
پیلاتس به مجموعه‌ای از تمرینات ورزشی تخصصی گفته می‌شود که بر بدن و ذهن فرد تأثیر گذاشته و ضمن بالا بردن قدرت و استقامت تمام اعضای بدن، عمقی‌ترین عضلات بدن را مورد هدف قرار می‌دهد.
تمرینات پیلاتس عبارت از تلاش برای تمرکز فکر و درایت فرد بر روی عضلات بدن و چگونگی و عملکرد آنهاست. به مرور زمان و با اجرای مکرر حرکات، ذهن انسان بدن را بهتر درک می‌کند و آن را توانمندتر و متعادل تر می‌سازد. همچنین حرکات پیلاتس عضلات و مفاصلی را مورد هدف قرار می‌دهد که در فعالیت‌های روزانه درگیر هستند، مانند: نشستن، راه رفتن، حمل کردن بار، خم وراست شدن.
با تمرینات ورزشی پیلاتس طرز صحیح انجام حرکات روزانه در بدن ثبت می‌شود. پیلاتس حرکات ورزشی را به شکلی آموزش می‌دهد که مانع بروز صدمات ورزشی گردد. پیلاتس یک روند بازگشت به زندگی طبیعی است و اصولاً با هر آنچه غیرطبیعی است منافات دارد. سیستم ورزشی امن و معقولی است که به شما کمک می‌کند نسبت به خود شناخت بیشتر و بهتری پیدا کنید. متأسفانه شیوه زندگی و عادت‌های نادرست باعث بروز ناهنجاری‌های مختلف به ویژه در نوجوانان و جوانان شده و روز به روز به تعداد افرادی که از ساختار طبیعی بدن فاصله می‌گیرند و دچار عارضه‌های مختلف جسمی و روانی اعم از استرس، سردرد، دردهای گردنی، کمری و… می‌شوند، افزوده می‌شود. برای مثال عارضهٔ که در دوران معاصر در بین اکثر شهرنشین‌ها شایع شده ناهنجاری سر به جلو است که متأسفانه باعث بیماری‌های متعددی می‌شود، پیلاتس می‌تواند در برطرف کردن این عوارض و ناراحتی‌ها کمک‌کننده باشد.
این فرم نوین از ورزش توسط جوزف پیلاتس در آلمان ابداع شد، جوزف پیلاتس در ابتدا این روش تمرینی را به نام Contrology نامگذاری کرد که پس از مرگ وی به دلیل احترام و حفظ یاد و خاطره او توسط بازماندگانش به نام پیلاتس متداول شد.
کنترولوژی یا علم کنترل بدن به ایجاد هارمونی یا هماهنگی کامل بین جسم، ذهن و روح گفته می‌شود. علم کنترولوژی به فرد می‌آموزد که با مغز و اراده خویش، اختیار کامل جسم را در دست بگیرد؛ بدین ترتیب که عضلات بدن فرد از اراده او فرمان ببرند.
افراد ابتدا از طریق کنترولوژی به شیوه هدفمند، کنترل کامل جسم خود را در دست می‌گیرند و سپس از راه تکرار کامل حرکات آن به شیوه تدریجی ولی پیشرفت‌کننده به یک نوع هماهنگی طبیعی دست پیدا می‌کنند. کنترولوژی باعث پرورش هماهنگ اجزای بدن می‌شود، حالت‌ها و حرکات نادرست بدن را اصلاح می‌کند، نیروی حیات را به بدن بازمی‌گرداند و توان ذهنی را افزایش می‌دهد.

## تاریخچه
پیلاتس نخستین بار توسط یوزف پیلاتس، که متولد سال ۱۸۸۰ در آلمان بود، طراحی شد. وی در طول نیمه اول قرن بیستم، نسبت به گسترش و توسعهٔ مجموعه‌ای از تمرینات خاص، که به منظور تقویت بدن و ذهن انسان در نظر گرفته شده بودند، اقدام نمود. یوزف پیلاتس معتقد بود که سلامت جسمی و روانی ارتباط درونی تنگاتنگی با یکدیگر دارند.
او در دوران جوانی با بسیاری از شیوه‌ها و روش‌های تمرین فیزیکی و نرمش بدنی که در آن دوره در دسترس بودند آشنایی پیدا کرده بود، و از این روش‌ها برای توسعه پلاتس بهره برد. روشی یوزف پیلاتس ابداع کرد با روش‌های سنتی همچون «ورزش‌ها و تمرینات اصلاحی» یا «ژیمناستیک طبی» که توسط پهر هنریک لینگ مورد توجه قرار گرفته بودند، در ارتباط بود.
پلاتس یا پیلاتس روشی از تمرینات ورزشی بود که در سال ۱۹۲۰ توسط یوزف پیلاتس به وجود آمد و در اصل جزء برنامه‌های آمادگی جسمانی زندانیان جنگی بود و بعدها به عنوان یکی از روش‌های رسیدن به بالاترین سطح تناسب اندام تبدیل شد. نام این ورزش در ابتدا توسط یوزف پیلاتس علم کنترل بدن نام‌گذاری شده بود که پس از مرگ وی به دلیل احترام و حفظ یاد و خاطره او توسط بازماندگانش به نام پیلاتس متداول شد.
یوزف پیلاتس، در طی دوران زندگی خویش، دو کتاب منتشر نمود که هردوی آن‌ها به تمرینات مخصوص روش ابداعی او مربوط بود: کتاب نخست که وی آن را در سال ۱۹۳۴ تدوین کرد و عنوان آن: سلامتی شما: مجموعه‌ای اصلاحگر از تمرینات ورزشی که انقلابی در کل رشته تربیت بدنی هستند و کتاب دیگر که در ۱۹۴۵ انتشار یافت و عنوانش: بازگشت به زندگی از طریق کنترولوژی (دانش کنترل بدن) بود.
این روش پس از مرگ یوزف پیلاتس نیز توسط همسر و گروه کوچکی از شاگردان وی زنده نگه داشته شد و رفته رفته علوم تازه نیز به قوانین مورد توجه پیلاتس پی برد. این ورزش ناشناخته به تدریج تبدیل به یک روش تکمیلی ورزشی به شکل همگانی و حتی خانگی تبدیل شده‌است.
رشته پیلاتس در سال 2007 دارای ساختاری جهانی شد و یک عضو این ساختار ایمان متقیان نژاد میباشد که در کشور المان فعال است . این ساختار داری 7 عضو از کشورهای مختلف می باشد

## پیلاتس و کرونا
نشان داده شده است هشت هفته تمرین پیلاتس و پیلاتس در آب در افرادی که بیماری کرونا را همراه با درگیری شدید ریوی تجربه کردند به شکل معناداری عملکرد ریوی و کیفیت زندگی آنها را بهبود بخشیده است.

## اصول مهم در پیلاتس
پیلاتس بر مبنای شش اصل: تمرکز، کنترل، تحرک، ایجاد نیروی دفاعی، دقت و تنفس (هواگیری)، بنا شده‌است.
این ۶ اصل مهم پیلاتس برای کیفیت عملکرد و نتیجه موفقیت‌آمیز این ورزش عناصر حیاتی هستند. ورزش پیلاتس همیشه تمامی تکیه خود را بر روی کیفیت گذاشته نه کمیت. برعکس سیستم‌های ورزشی دیگر که شامل تکرار بیش از حد هر حرکت ورزشی است، در پیلاتس انجام هرکدام از حرکات به‌طور کامل و با دقت صورت می‌گیرد و این امر باعث می‌شود که ورزشکار در کوتاه‌ترین زمان ممکن به نتایج دلخواه دست یابد.
پیلاتس در واقع یک روش منحصر به فرد ورزشی است که در آن، قوای بدنی و پایداری ستون فقرات، تا زمانی که ۶ اصل اولیه آن رعایت شود، حفظ می‌گردد.
وزنه‌برداری به‌طور مثال می‌تواند توجه زیادی روی بازوها یا قوای پاها نشان دهد. بدون توجه به این موضوع که این قسمت‌ها در ارتباط با سایر بخش‌های بدن هستند. حتی دویدن یا شنا کردن نیز روی پاها و بازوها و کمی به نرمی روی اعصاب کار می‌کند. در نهایت کسانی در ورزش کردن موفق می‌شوند که بتوانند هسته ماهیچه‌هاشان را به کار بیندازند اما در پیلاتس این دستیابی به کل در آن جا داده شده و از ابتدا یادگرفته می‌شود.
انسان‌ها تقریباً در دوران کودکی از نعمت رشد طبیعی و متعارف جسمانی برخوردارند اما با شروع دوران بلوغ، جسم افت کرده و شانه‌ها خمیده می‌شوند، عضلات شل و آویزان شده و نیروی حیاتی به‌شدت رو به تحلیل می‌رود. این قضیه امری فراگیر و طبیعی است و گفته می‌شود انجام حرکات ورزشی کنترولوژی و رعایت دستورالعمل‌های آن پرورش جسمانی را به ایدئال نزدیک می‌کند.

## انواع ورزش پیلاتس
- پیلاتس استات

در واقع پیلاتس استات، برند یک شرکت ورزشی است که دستورالعمل های خاص خودش را ارائه می دهد و لوازم پیلاتس را به فروش می رساند. استات روش جدیدی در پیلاتس است که از سال 1988 آغاز شده است. پیلاتس استات که همه ی افراد، حتی خانم های باردار و افراد مجروح می توانند از آن استفاده کنند توسط متخصصان تناسب اندام، بازسازی و اصلاح شده تا قواعد علم ورزش و بازسازی مهره ها و ستون فقرات را به روز کند.
- پیلاتس کنترل بدن

به گفته ی جاناتان بِستر رئیس مؤسسه ی مراقبت های ورزشی تخصصی انگلستان روش کنترل بدن نوعی پیلاتس است که به‌طور خاص روی بازسازی تمرکز می کند و بسیاری از پزشکان آن را برای بیمارانی با انواع جراحات توصیه می کنند.
- پیلاتس تعلیقی

پیلاتس تعلیقی کل بدن ترکیبی از پیلاتس سنتی و معاصر و تمرینات تی آر ایکس هست. این نوع از پیلاتس روش نوینی است که از جدیدترین متد روز دنیا استفاده میشود و تایید شده اتحادیه ان پی سی ای در دنیاست.

## فواید پیلاتس
کسانی که کنترولوژی را برای اولین بار تجربه می‌کنند احساس می‌کنند سرحال آمده و بعد از سال‌ها ذهن آنان از خواب بیدار شده‌است.
گفته می‌شود که کنترولوژی باعث پرورش هماهنگ اجزای بدن شده و حالت‌ها و حرکات نادرست بدن را اصلاح می‌کند. این روش همچنین نیروی حیات را به بدن بازمی‌گرداند و توان ذهنی را افزایش می‌دهد. در عین حال ادعا شده‌است که ورزش پیلاتس دارای فواید ذیل می‌باشد:
- تقویت قوا و فراخوانی نیروهای بدن
- تقویت عضلات مرکزی بدن
- کاهش دهنده دردهای مهره‌ای و کمر
- ایجاد کشیدگی در ظاهر اندام
- تنظیم ریتم تنفس
- شکم تخت و کمر باریک
- پیشرفت انعطاف و تعادل
- افزایش دامنه حرکتی مفاصل
- حجیم کردن فضای ریه و بالا بردن قابلیت تنفس
- تقویت سیستم قلبی و عروقی
- اصلاح ساختار بدن
- از بین بردن درصد احتمالی جراحات و آسیب‌پذیری

## موارد منع پیلاتس
افرادی که سابقه بیماری خاصی از قبیل ام اس، پوکی استخوان، درد مفاصل، صرع یا جراحی دارند؛ بهتر است قبل از شروع با پزشک خود مشورت کنند چون ممکن است در حین اجرا حرکات ضربان قلبشان بیش از اندازه بالا رود یا دچار عدم تعادل شده و به بدن خود آسیب وارد کنند.

### تمرینی مناسب برای تمامی مردان و زنان در هر رده سنی
این تمرینات برای تمامی مردان و زنان در هر رده سنی که علاقمند به تناسب اندام و بهبود وضعیت جسمانی خود هستند، بسیار مفید است. ورزشکاران و به‌خصوص کسانی که به علت داشتن حرکات شدید یا ناگهانی صدمه دیده‌اند، مثل بازیکنان گلف و تنیس یا مبارزان رشته‌های رزمی، نویسندگان، موزیسین‌ها و کسانی که به قول معروف پشت میزنشین هستند و به‌طور مزمن دچار درد پشت می‌باشند و همهٔ کسانی که پس از یک دوره نقاهت می‌خواهند دوباره یک زندگی با نشاط را آغاز کنند، سالخوردگانی که می‌خواهند بدون قید و شرط دوباره فعال و سرزنده‌تر باشند، کسانی که می‌خواهند از پوکی استخوان جلوگیری کنند و حتی کسانی که مبتلا به فشارهای روانی ناشی از خستگی یا مشاغل پراسترس هستند از این تمرینات سود فراوانی می‌برند.
علاوه بر این کسانی که ورزش پیلاتس را انجام می‌دهند خواب بهتر، عصبانیت کمتر، استرس و خستگی کمتر خواهند داشت.
ازآنجاکه این روش تمرینی در وضعیت‌های ایستاده نشسته و خوابیده بدون طی مسافت و پرش و جهش انجام می‌گیرد آسیب‌های ناشی از صدمات مفصلی را کاهش می‌دهد، زیرا حرکات ورزشی در دامنه‌های حرکتی در سه وضعیت فوق با اجرای تنفس‌های عمیق و انقباض‌های عضلانی انجام می‌گیرد.
با شروع پیلاتس می‌توان قدم به قدم تغییر ظاهر، اجرای صحیح حرکات، بدن جدید و بهتر، متوازن، صاف و کشیده، بلندتر، باریک‌تر و انعطاف‌پذیرتر با یک قدرت پنهانی ساخت.
هدف پیلاتس از تقویت قوای بدنی کسب و حفظ بدنی سالم و ذهنی سالم برای اجرای خوب کارهای روزانه و دیگر فعالیت‌های بدنی است.

### تفاوت پیلاتس با یوگا
ورزش پیلاتس و یوگا شباهت زیادی به یکدیگر دارند. به حدی که گاهی افراد در انتخاب بین یوگا و پیلاتس دچار تردید می شوند. در ادامه تفاوت های اصلی پیلاتس و یوگا را بررسی می کنیم:
هرچند که ورزش پیلاتس و یوگا از تکنیک مشابهی استفاده می کنند تفاوت هایی نیز دارند:
۱- یوگا بیشتر بر روی تمرکز و رسیدن به آرامش روحی و درونی تمرکز دارد اما پیلاتس علاوه بر تمرکز و آرامش بر انعطاف پذیری و تناسب اندام توجه ویژه ای دارد.
۲- یوگا فقط بر روی مت یا زیرانداز انجام می شود و بیشتر بر حرکات خود بدن تمرکز دارد. اما پیلاتس از وسایل و ابزارهای متفرقه مثل کش - توپ و .. نیز برای انجام تمرینات استفاده می کند.
۳- سرعت کاهش وزن در پیلاتس بیشتر از یوگا است زیرا تمرکز اصلی در یوگا رسیدن به آرامشی روحی و درونی است که با جریان یافتن انرژی در بدن به تعادل می رسد.